# Nielegalna adopcja
Nielegalna adopcja – organizowanie adopcji wbrew przepisom ustawy. Należy ją rozumieć jako działalność polegającą na wyszukiwaniu dzieci do adopcji i przyszłych rodziców, z ewentualnym uzyskaniem zgody od rodziców biologicznych.
Art. 211a 
§ 1. Kto, w celu osiągnięcia korzyści majątkowej, zajmuje się organizowaniem adopcji dzieci wbrew przepisom ustawy,
podlega karze pozbawienia wolności od 3 miesięcy do lat 5.
§ 2. Tej samej karze podlega, kto, będąc osobą, której przysługuje władza rodzicielska nad dzieckiem, wyraża zgodę na adopcję tego dziecka przez inną osobę:
1) w celu osiągnięcia korzyści majątkowej lub osobistej, zatajając ten cel przed sądem orzekającym w postępowaniu w sprawie o przysposobienie, a w przypadku wyrażenia przez rodzica zgody na przysposobienie dziecka w przyszłości bez wskazania osoby przysposabiającego – przed sądem przyjmującym oświadczenie o wyrażeniu tej zgody,
2) z pominięciem postępowania w sprawie o przysposobienie.
§ 3. Tej samej karze podlega, kto wyraża zgodę na adopcję dziecka przez siebie w warunkach, o których mowa w § 2.
Art. 211a został wprowadzony do kodeksu karnego w 2012 roku, ustawą z dnia 20 maja 2010 r. o zmianie ustawy – Kodeks karny, ustawy o Policji, ustawy – Przepisy wprowadzające Kodeks karny oraz ustawy – Kodeks postępowania karnego (Dz. U. Nr 98, poz. 626).
Obecna treść art. 211a została wprowadzona przez art. 1 pkt 2 ustawy z dnia 16 października 2019 r. (Dz.U.2019.2128) zmieniającej min. ustawę z dniem 20 listopada 2019 r.